# Несвіцьке князівство
Несвіцьке, Несвізьке князівство — удільне князівство XIV—XV століть у складі Великого князівства Литовського з центром у містечку Несвіч (тепер село Волинської області, Україна) Але на думку С. Келембета (спирається на хроніку Яна Длугоша) центром було місто Несвіж, що розташовувалося в південно-західній частині Поділля (у Збаразькій волості) й на тепер зникле (в якості того розглядається городище поблизу села Маначин у Хмельницькій області). Звідси він виводить, що князівство повинно було зватися Несвізьким. Але замок і поселення в Маначині зведено за часів Вишневецьких, хоча можливо вони відновили колишню фортецю. Не слід плутати з Несвізьким князівством, що було уділом в Мінському князівстві.

## Історія
Утворилося десь у 1380-х роках як уділ для Григорія та Івана, які згадуються у 1388 році як Несвізькі (в подальшому часто виникала плутанина в назві Несвіцькі, Несвідські). Проте можливо саме князівство існувало значно раніше (після битви на Синіх водах у 1362 році). За однією із версій вони були синами Василя Вінницького, походження якого достеменно невідомо (Рюрикович або Гедимінович). Можливо походили від Ярослава Інгваровича, князя Меджибозького, троюрідного брата Данила Галицького (за іншою версією Несвіцькі вели родовід від Болохівських князів). 
Протягом 1400—1403 років Несвіцьким вдалося відновити права автономії князівства. Піднесення князівства відбулося у 1420—1430-х роках за Федора Несвіцького. Його нащадки зуміли закріпитися в родових володіннях, зберігши статус удільних князів. У 1434 році закріплено непорушність удільного князівства. У 1447 році князь Іван Несвіцький, син Івана або Федора завдяки вдалому шлюбу отримав у придане від дружини, Ярохни Бибельської село Передільницю на Перемишльщині, де виникла окрема гілка — Несвіцьких-Передільницьких, яка існувала до початку XVI століття).
Наприкінці 1450-х років центр князівства переноситься до Збаражу. 1463 року більшість Несвіцьких князів стали зватися Збаразькими. Водночас виокремилося Колоденське князівство. 1472 року після смерті Солтана Несвіцького Несвіцьке князівство остаточно стає Збаразьким, зберігається лише в титулатурі деякий час.

## Управління
Князі не підлягали місцевій адміністрації (повітовій чи воєводській), лише в деяких питаннях великому князю литовському чи польському королеві. Тут безроздільно панувало князівське право (лат. jus ducale), завдяки чому вона фактично перетворилася на державу в державі.